# Richard Acuña
Richard Frank Acuña Núñez (Trujillo, 18 de septiembre de 1984) es un administrador, empresario y político peruano. Fue congresista de la república en representación de La Libertad durante los periodos 2011-2016 y 2016-2019.

## Biografía
Nació en Trujillo el 18 de septiembre de 1984. Hijo del actual gobernador de La Libertad César Acuña y de la excongresista Rosa Núñez.
Realizó sus estudios de primaria y secundaria en el Colegio San José Obrero.
Estudió la carrera de Administración en la Universidad César Vallejo (UCV), donde obtuvo el título de administrador. Tiene el grado de maestro en Administración de Empresas por la Universidad de Miami. Es gerente general de la UCV en la sede de Trujillo desde el 2011 hasta la actualidad.

## Vida política

### Congresista (2011-2016)
En las elecciones generales del 2011, fue elegido congresista de la república en representación de La Libertad por Alianza por el Gran Cambio, con 74 789 votos, para el periodo parlamentario 2011-2016.
Durante su gestión, fue presidente de la Comisión de Descentralización, Gobiernos Locales y Modernización de la Gestión del Estado y de la Subcomisión de Juventud, perteneciente a la Comisión de Educación, Juventud y Deporte. Además, fue integrante de las comisiones de Presupuesto y Cuenta General; Agraria; Ciencia, Innovación y Tecnología; Cultura y Patrimonio Cultural; Educación, Juventud y Deporte, así como la Comisión Trabajo y Seguridad Social. 

### Congresista (2016-2019)
En las elecciones generales del 2016, fue reelegido congresista en representación de La Libertad por la Alianza para el Progreso del Perú, siendo el más votado de su departamento con 103 864 votos, para el periodo parlamentario 2016-2021.
Durante su labor parlamentaria, Acuña fue 2.º vicepresidente de la Mesa Directiva presidida por Luz Salgado (2016-2017) y por Luis Galarreta durante el periodo 2017-2018.
El 30 de septiembre del 2019, su cargo parlamentario llegó a su fin tras la disolución del Congreso decretada por el entonces presidente, Martín Vizcarra.